# Oncotympana maculaticollis
Espèce
Oncotympana maculaticollis est une cigale de forme ronde à dos tatoué de vert. 

## Localisation
Elle peut être trouvée dans plusieurs pays asiatiques (Japon, Corée du Sud, Chine). 

## Surnoms
Au Japon elle est surnommée minmin zemi (ミンミンゼミ) à cause de son chant qui fait "min min min".
Au Liban elle est surnommée cigale de pin (ziz lsnoubar), car on la retrouve le plus souvent sur les pins et cyprès.